# هانس وايس
هانس وايس (بالألمانية: Hans Weiss)‏ هو مصور وصحفي نمساوي، ولد في 1950 في فورارلبرغ في النمسا.